# Regras de engajamento
Em operações militares ou policiais, as regras de engajamento (português brasileiro) ou regras de empenhamento (português europeu) (em inglês: rules of engagement ou ROE) determinam quando, onde e como deve ser usada a força (por exemplo, um submarino do país A não pode atacar embarcações do país B sem uma declaração de guerra oficial). As regras de engajamento devem equilibrar dois objectivos conflituantes: a necessidade de recorrer à força para completar os objectivos da missão e a necessidade de evitar o uso de força desnecessária.
As regras de engajamento podem ser tornadas públicas, como em situações de lei marcial ou recolher obrigatório, mas tipicamente só são conhecidas na íntegra pelas forças que as devem cumprir.

## Tradução do termorules of engagement
Conforme a língua e a doutrina militar do país, o termo original norte-americano rules of engagement foi traduzido de várias maneiras. Alguns exemplos são: regras de engajamento, regras de empenhamento, regras de enfrentamento ou regras de intervenção.
No Brasil, por influência norte-americana, utiliza-se a tradução direta do termo inglês, dando "regras de engajamento". Já em Portugal, é utilizado o termo regras de empenhamento, uma vez que na doutrina militar portuguesa o termo correspondente ao inglês engagement é "empenhamento", usado com o sentido de "envolvimento em combate".